# Richard Brody
Richard Brody (geboren 1957/1958) ist ein amerikanischer Filmkritiker, der seit 1999 für die Wochenzeitschrift The New Yorker schreibt.

## Ausbildung
Brody wuchs in Roslyn, New York, auf und studierte an der Princeton University, wo er 1980 einen Bachelor of Arts in Vergleichender Literaturwissenschaft erhielt. Sein Interesse am Film wurde geweckt, nachdem er in seinem ersten Studienjahr Jean-Luc Godards bahnbrechenden französischen Nouvelle-Vague-Film Außer Atem gesehen hatte. Anfang der 1980er Jahre, nach seinem Abschluss, lebte Brody kurz in Paris.

## Professioneller Werdegang
Bevor er Filmkritiker wurde, arbeitete Brody an Dokumentarfilmen und drehte mehrere unabhängige Filme. Im Dezember 2014 wurde er für seinen Beitrag zur Popularisierung des französischen Kinos in Amerika zum Chevalier (Ritter) im Ordre des Arts et des Lettres ernannt. Sein Film Liability Crisis (1995) porträtiert den jüdischen Künstler Paul, dessen Faszination für den Holocaust sich auf sein Liebesleben auswirkt. Seine Fernbeziehung mit Dunia, einer nicht-jüdischen Frau aus dem ehemaligen Jugoslawien, wird durch seinen Wahn, Hitler überall zu sehen, gefährdet. Brody hat in einem anderen Zusammenhang gesagt, dass er selbst jüdischer Abstammung ist und den Film Shoah für einen der großen Filme des 20. Jahrhunderts halte.

## Privatleben
Gemeinsam mit seiner Ehefrau Maja haben sie zwei Töchter, Louise und Juliette.

## Veröffentlichungen (in Auswahl)
- Everything is Cinema: the Working Life of Jean-Luc Godard.
- Charlie Chaplin's Scandalous Life and Boundless Artistry.